# صالح خرفي
صالح بن صالح خرفي من مواليد بلدة القرارة بوادي ميزاب ولاية غرداية سنة 1932، التحق بمدرسة التربية والتعليم التابعة لجمعية العلماء بباتنة سنة 1938 م، ثم عاد إلى القرارة ليستكمل دراسته بلابتدائية بمدرسة الحياة، أتم حفظه للقرآن الكريم سنة 1946، وهو لم يبلغ سنة التكليف، ثم التحق بمعهد الحياة ليزاول دراسته الثانوية، وهناك تفتقت مواهبه فنهال على أصول العلوم والشريعة الأدبية، وعرف العلاقة الوطيدة في الاخلاق والمعرف.

## من كتاباته
حــب مـــن الجـــزائـــر
حبيبةَ العمر ضمِّي بالوفاء يدي -*-*- واستنزلي برفيف العين، حلم غدي
في كل لفتة سحر، ريشة هبطتْ  -*-*- وفي الرنوِّ, جناح الشاعر الغَرِد
أسلمت كفيَ للإسراء، فانطلقي -*-*- لمرفأ النجم، منفانا, إلى الأبد
أسلمتها لنجيِّ النبض، غارقة -*-*- في غفوة لسوى الأعراس، لم تفد

## أعماله

### الأبحاث والدراسات
- شعراء من الجزائر القاهرة 1969[5]
- صفحات من الجزائر الجزائر 1974
- الشعر الجزائري الحديث الجزائر 1975
- الجزائر والأصالة الثورية الجزائر 1978
- شعر المقاومة الجزائرية الجزائر 1982
- في ذكرى الأمير عبد القادر الجزائري الجزائر 1984
- في رحاب المغرب العربي بيروت 1985

### الشعر
- صرخة الجزائر الثائرة قطر 1958[5]
- نوفمبر قطر 1961
- أطلس المعجزات الجزائر 1967
- أنت ليلاي الجزائر 1974
- من أعماق الصحراء بيروت 1991

### الأدب الجزائري الحديث
- المدخل إلى الأدب الجزائري الحديث الجزائر 1983[5]
- عمر بن قدور الجزائري الجزائر 1984
- حمود رمضان الجزائر 1983
- محمد السعيد الزاهري الجزائر 1986
- محمد العيد آل خليفة الجزائر 1986
- الأديب الشهيد أحمد رضا حوحو في الحجاز بيروت 1991

### الإسلاميات
- الشيخ عبد العزيز الثعالبي، من آثاره وأخباره في المشرق والمغرب بيروت 1995[5]
- تحقيق الرسالة المحمدية للثعالبي دمشق ـ بيروت 1997